# Heteromycteris oculus
Heteromycteris oculus es una especie de pez de la familia Soleidae en el orden de los Pleuronectiformes.

## Distribución geográfica
Se encuentra en las  costas del Océano Pacífico y en el Índico.

## Interés gastronómico
Es un pescado de sabor excelente.